# Черезпеняне

Племя на карте

Черезпеня́не (нем. Zirzipanen, Circipanen) — средневековое западнославянское племя, входившее в союз лютичей. Вместе с хижанами селились к северу от реки Пе́не, что дало им их название. Основные поселения черезпенян находились у Тетеровского озера на территории сегодняшней федеральной земли Мекленбург-Передняя Померания в районах Деммин, Гюстров и Пархим.
Существует версия о балтском происхождении ранних черезпенян (Circipani). Впервые черезпеняне появились в этих краях в VI и VII веке, основав город Тетеров. В IX веке они построили на острове в Тетеровском озере крепость, которая служила не только как резиденция князя, но и как культовое святилище бога Святовита. Начиная с XI века земли черезпенян неоднократно попадали под датское владычество, не раз против черезпенян устраивали военные походы бодричи и поморяне. В споре с доленчанами и ратарями за главенство в союзе лютичей черезпеняне и хижане одерживали верх, пока в междоусобицу не вступили саксы. Они победили черезпенян и угнали многих в плен, пока те не откупились наконец 15 тысячами марок. В ходе Крестового похода против славян в 1147 году их земли повторно подверглись разорению. В 1150-х годах вместе с хижанами восставали против бодричей, захвативших часть их владений. Впоследствии ареал черезпенян был заселён немцами, а остатки славянского населения были ассимилированы.